# Comella aurifera
Comella aurifera är en fjärilsart som beskrevs av George Thomas Bethune-Baker. Comella aurifera ingår i släktet Comella och familjen Callidulidae. Inga underarter finns listade i Catalogue of Life.